# SMS Nymphe (1899)
Lo SMS Nymphe fu un incrociatore leggero della Kaiserliche Marine tedesca, terza unità della classe Gazelle.
Entrato in servizio nel 1900, l'incrociatore fu impiegato nel corso della prima guerra mondiale principalmente con compiti ausiliari e di difesa costiera. Una delle poche unità navali concesse alla Germania dal trattato di Versailles, il Nymphe passò nel dopoguerra alla Reichsmarine fino al suo ritiro dal servizio nel 1931; l'unità fu poi avviata alla demolizione nel 1932.

## Storia
Impostata nei cantieri della Germaniawerft di Kiel nel 1898, la nave fu varata il 21 novembre 1899 con il nome di SMS Nymphe ("Ninfa" in lingua tedesca); l'incrociatore entrò poi in servizio il 20 settembre 1900 venendo assegnato alle forze da ricognizione della Hochseeflotte.
Nel periodo precedente la prima guerra mondiale, il Nymphe operò principalmente nelle acque di casa come unità d'addestramento per i cadetti della Marina, oltre a scortare il panfilo reale SMY Hohenzollern in Inghilterra tra gennaio e febbraio 1901 in occasione dei funerali della regina Vittoria del Regno Unito, nonna del kaiser Guglielmo II di Germania. Allo scoppio delle ostilità nell'agosto 1914, il Nymphe risultava ormai completamente obsoleto come unità di prima linea e fu quindi convertito in nave per la difesa costiera; ritirato dal servizio attivo nel 1916, l'incrociatore fu trasformato in nave caserma e unità d'addestramento statico nel porto di Kiel.
Il Nymphe fu uno degli otto incrociatori leggeri concessi alla Marina tedesca dalle disposizioni del trattato di Versailles, e fu quindi rimesso in linea con la neocostituita Reichsmarine. Nel 1924 l'incrociatore fu sottoposto a lavori di modernizzazione presso i cantieri Deutsche Werke di Wilhelmshaven: la sua prua a rostri fu sostituita con una nuova e più moderna prua arcuata o "a clipper", cosa che aumentò la sua lunghezza fuori tutto a 108,7 metri; i vecchi cannoni da 105 mm SK L/40 furono rimpiazzati dai nuovi pezzi 15 cm SK L/45, e furono aggiunti all'armamento due tubi lanciasiluri da 500 mm. Il Nymphe servì con la Reichsmarine fino al 1929, quando fu nuovamente ritirato dal servizio di prima linea; la nave fu formalmente radiata e cancellata dai registri navali il 31 marzo 1931, per essere infine venduta per la demolizione il 29 agosto seguente per la somma di 61.500 Reichsmark. Lo scafo fu demolito ad Amburgo nel corso del 1932.